# Spacer kosmiczny

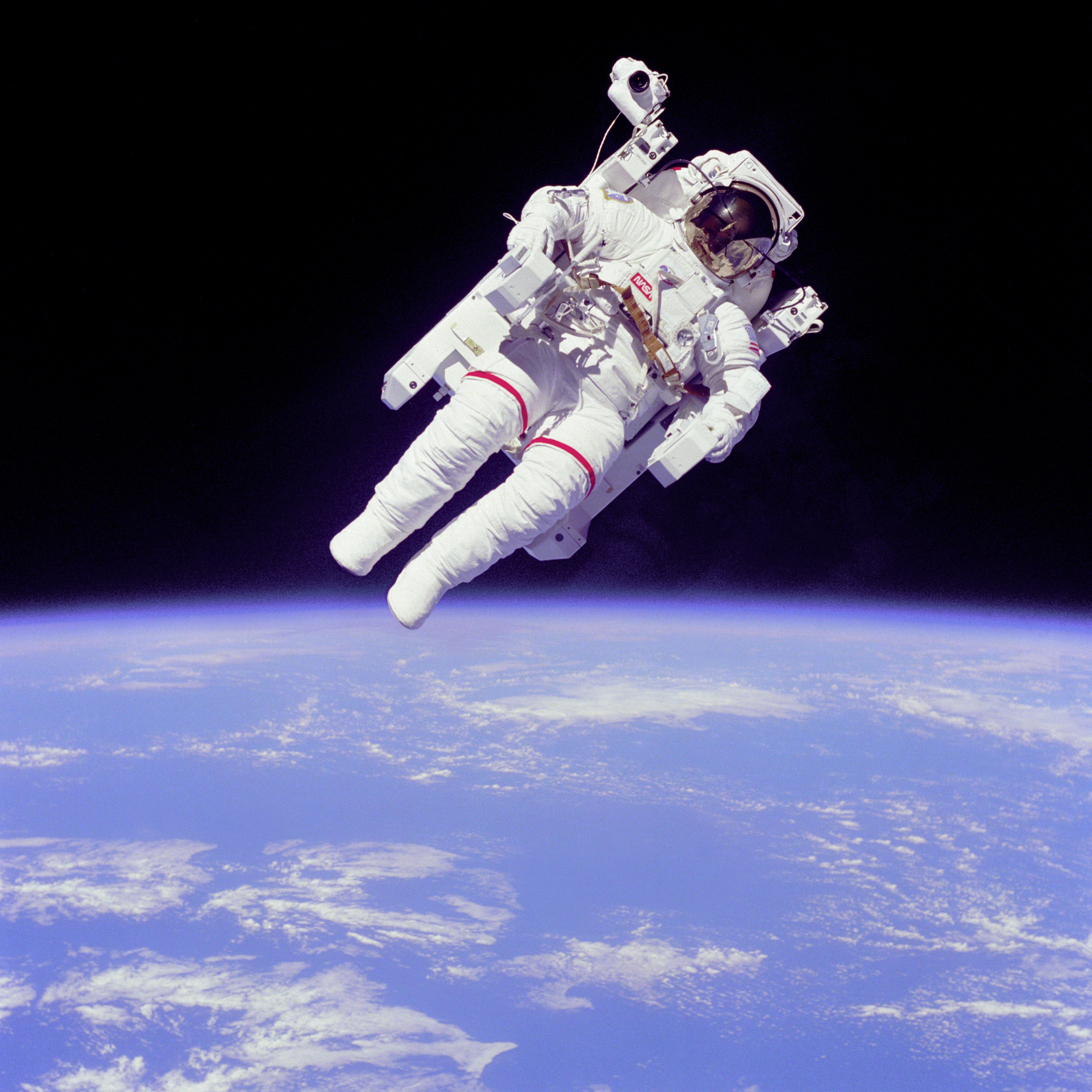
Astronauta Bruce McCandless podczas EVA

Spacer kosmiczny (także: EVA, od ang. Extra-vehicular activity – czynności pozapojazdowe) – działania wykonywane przez astronautów na zewnątrz statku kosmicznego w specjalnym skafandrze dysponującym własnym zasilaniem. Terminem EVA najczęściej określa się wyjścia poza statek obiegający Ziemię (spacer kosmiczny – ang. spacewalk), choć odnosi się on również do pobytów na powierzchni Księżyca (ang. moonwalk)
Wskutek pewnych różnic w konstrukcji wczesnych statków kosmicznych, Amerykanie i Rosjanie definiują spacer kosmiczny w nieco odmienny sposób. Rosyjskie, a wcześniej radzieckie pojazdy zawsze miały zamontowaną śluzę powietrzną, dlatego według astronautów z tego kraju spacer ma miejsce od razu, gdy kosmonauta znajdzie się w próżni. Natomiast statki amerykańskie początkowo nie były wyposażone w śluzę i podczas lotu następowała dekompresja całego pojazdu. Astronauci amerykańscy określają zatem jako EVA dopiero wystawienie przynajmniej części ciała poza statek. W ten sposób narodził się termin SEVA (ang. standing EVA) – niepełne wyjście.
Spacery mogą być ubezpieczone (astronauta połączony jest ze statkiem linką, specjalny przewód dostarcza mu tlen, powrót nie wymaga użycia napędu odrzutowego) lub nieubezpieczone. Jeśli połączenie podtrzymuje funkcje życiowe astronauty, np. poprzez dostarczanie tlenu, nazywa się je pępowiną (ang. umbilical cord). Podczas nieubezpieczonego spaceru, powrót na statek umożliwia zastosowanie osobistego zespołu manewrowego, który posiada własne silniki odrzutowe.

## Historia spacerów kosmicznych

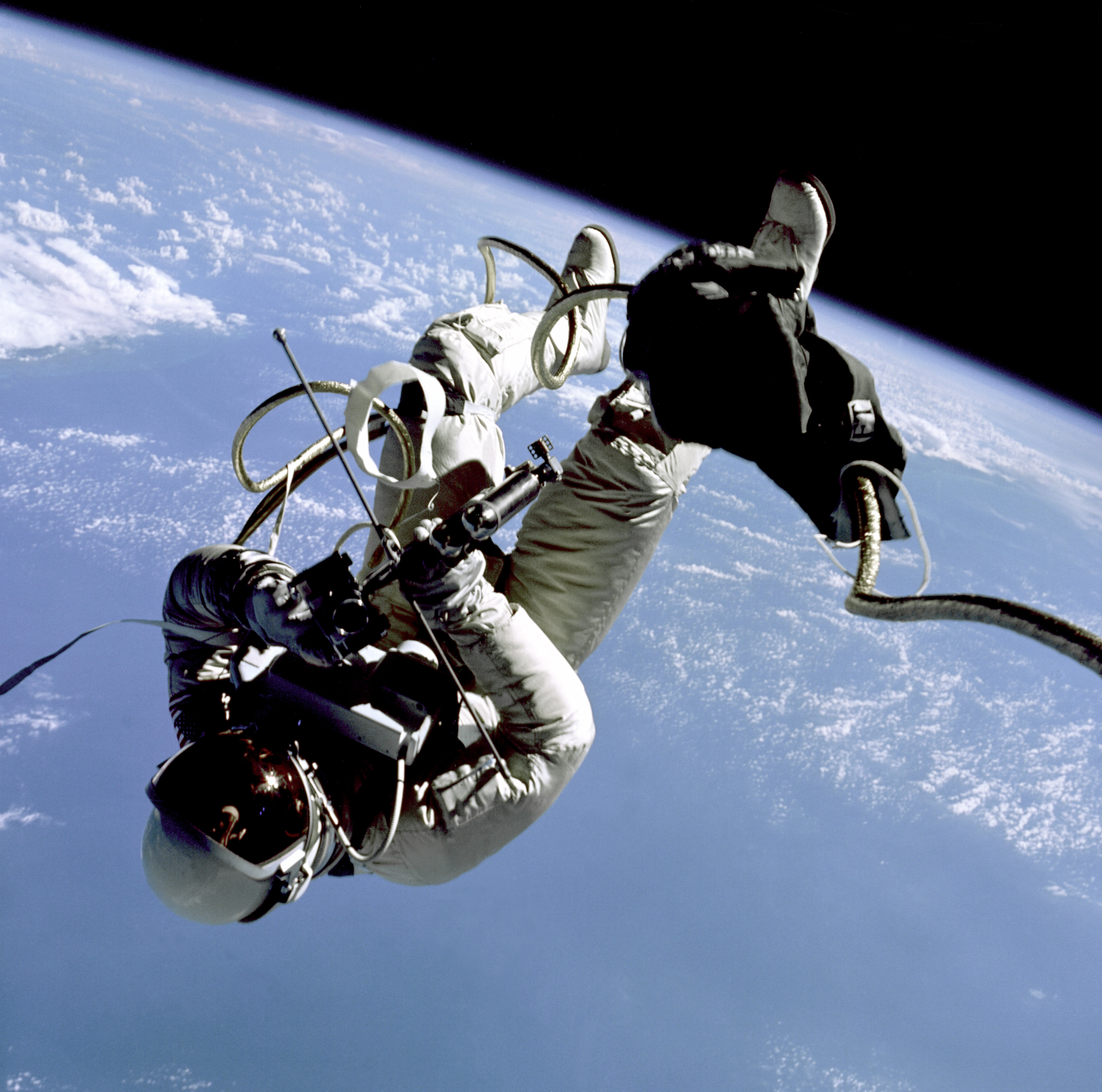
Edward White podczas pierwszego amerykańskiego spaceru kosmicznego

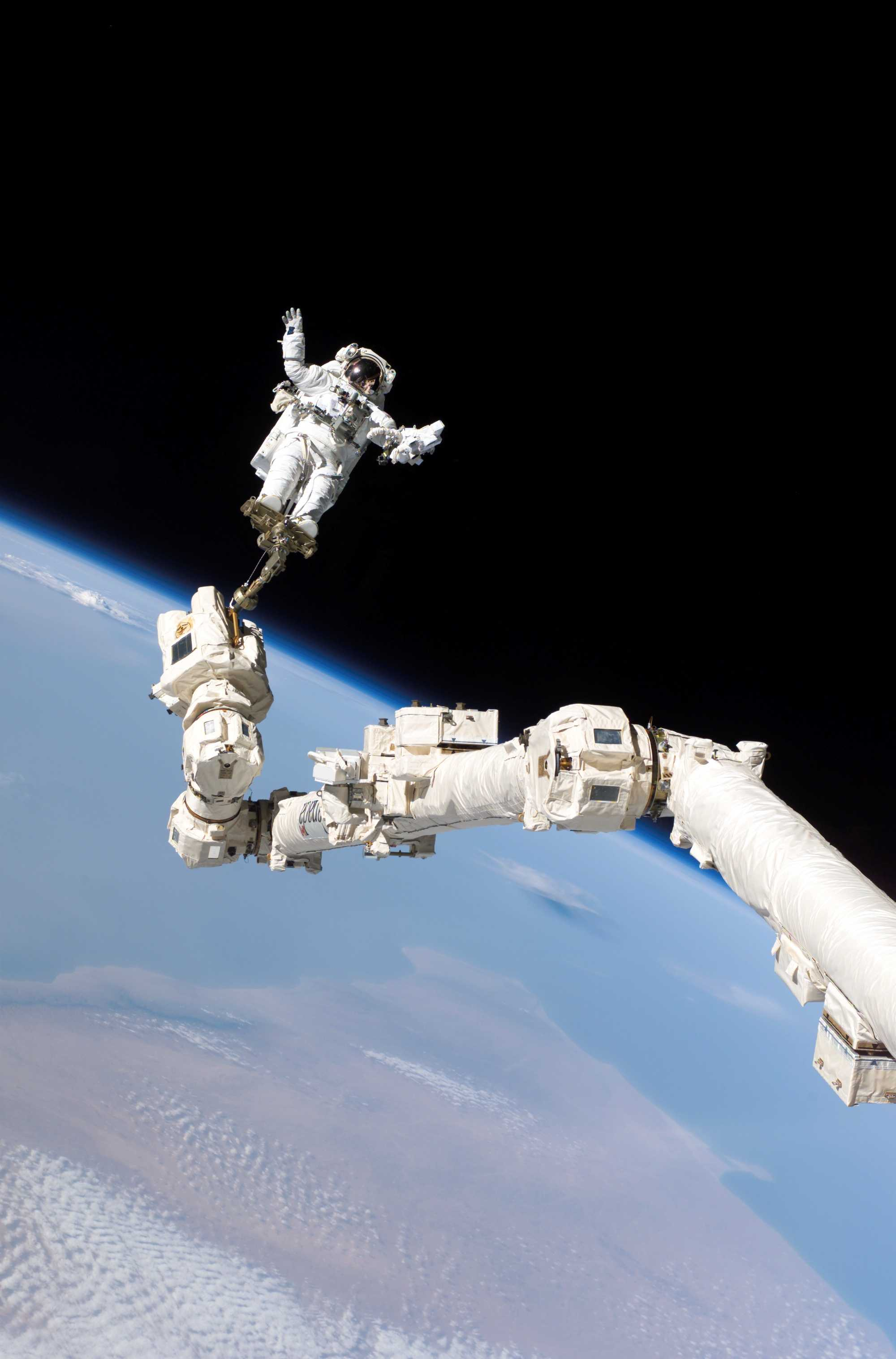
Steve Robinson z misji STS-114 zakotwiczony za nogi do ramienia robota Międzynarodowej Stacji Kosmicznej

Pierwszą osobą, która odbyła spacer w kosmosie 18 marca 1965 roku był radziecki kosmonauta Aleksiej Leonow ze statku Woschod 2. Przebywał w otwartej przestrzeni kosmicznej przez 12 minut, przywiązany do statku liną. Pierwszą spacerowiczką była kosmonautka Swietłana Sawicka, która 25 lipca 1984 roku opuściła pokład stacji kosmicznej Salut 7.
Pierwszym Amerykaninem w otwartej przestrzeni kosmicznej był Edward Higgins White, który odbył spacer 3 czerwca 1965 roku z pokładu statku Gemini 4. Jako pierwsza Amerykanka w przestrzeni kosmicznej 11 października 1984 roku znalazła się Kathryn D. Sullivan z misji STS-41-G wahadłowca Challenger.
Pierwszy spacer odbyty przez astronautę z innego kraju przeprowadził 9 grudnia 1988 roku Francuz Jean-Loup Chrétien podczas swego trzytygodniowego pobytu na stacji kosmicznej Mir.
Pierwszy spacer po powierzchni Księżyca odbył 21 lipca 1969 roku Neil Armstrong z misji Apollo 11. Później dołączył do niego Buzz Aldrin i ich EVA trwały odpowiednio: dwie godziny czternaście minut (Armstrong) i godzinę 51 minut (Aldrin).
Pierwszy niezabezpieczony spacer odbył amerykański astronauta Bruce McCandless 7 lutego 1984 podczas misji wahadłowca Challenger STS-41-B.
Rekordzistą w liczbie odbytych spacerów kosmicznych jest Anatolij Sołowjow, który w przestrzeni kosmicznej przebywał 16 razy, spędzając tam w sumie 77 godzin i 41 minut.

## Niebezpieczeństwa spacerów kosmicznych
Z przebywaniem w otwartej przestrzeni kosmicznej zawsze wiąże się pewne ryzyko. Najpoważniejszym zagrożeniem jest możliwość zderzenia z niewielkim meteoroidem lub fragmentem złomu (elementy rakiet, satelitów, narzędzia), jakiego tysiące ton człowiek pozostawił w kosmosie. Prędkość orbitalna 300 km nad Ziemią (typowa wysokość dla misji amerykańskich wahadłowców) wynosi 7,7 km/s, czyli ok. 10 razy więcej niż szybkość zwykłego pocisku. Tak więc energia kinetyczna małej drobiny (np. odprysku farby, czy ziarenka piasku) jest równa energii pocisku o 100-krotnie większej masie. Każda misja kosmiczna zwiększa ilość kosmicznych odpadów, zatem problem ten będzie z czasem przybierał na sile.
Naukowcy pracują nad zdalnie sterowanymi robotami, które mogłyby zastąpić człowieka podczas większości zadań wymagających pracy na zewnątrz statku kosmicznego.